# Daniela Walkowiak
Daniela Walkowiak-Pilecka, född 24 maj 1935 i Łąki Wielkie, är en polsk före detta kanotist.
Hon blev olympisk bronsmedaljör i K-1 500 meter vid sommarspelen 1960 i Rom.